# ヘンリー・ケンドール
ヘンリー・ケンドール（Henry Way Kendall, 1926年12月9日 – 1999年2月15日）はアメリカ合衆国の物理学者。

## 生涯
ボストン生まれ。ディアフィールド・アカデミー（en: Deerfield Academy)で学び、アマースト大学を卒業した。生涯の大半はマサチューセッツ工科大学の教授として働いた。
1990年に、ジェローム・アイザック・フリードマン、リチャード・E・テイラーとともに、素粒子物理学におけるクォーク模型の展開に決定的な重要性を持った、陽子および束縛中性子標的による電子の深非弾性散乱に関する先駆的研究によりノーベル物理学賞を受賞した。
ケンドールは有能な物理学者であっただけではなく、優れた登山家、写真家でもあった。また、Union of Concerned Scientists（UCS）の設立メンバーの一人であり、UCSの発展のために尽くした。エネルギー問題や核の拡散の問題にも興味を持っていた。
フロリダ州のワクラ・スプリングス州立公園の水中洞穴を撮影中に死去した。